# Eburia portoricensis
Eburia portoricensis es una especie de escarabajo longicornio del género Eburia, tribu Eburiini, familia Cerambycidae. Fue descrita científicamente por Fisher en 1932.
Se distribuye por Puerto Rico.

## Descripción
La especie mide 20 milímetros de longitud. El período de vuelo ocurre en el mes de abril.